# Амангельды (Хромтауский район)
Амангельды (каз. Амангелді) — село в Хромтауском районе Актюбинской области Казахстана. Входит в состав Копинского сельского округа. Находится примерно в 23 км к юго-востоку от центра города Хромтау. Код КАТО — 156041280.

## Население
В 1999 году население села составляло 105 человек (60 мужчин и 45 женщин). По данным переписи 2009 года, в селе проживало 30 человек (17 мужчин и 13 женщин).